# Libertador (métro de Maracaibo)
Pour les articles homonymes, voir Libertador.
Libertador est une station de la ligne 1 du métro de Maracaibo, terminus nord-est de la ligne.